# 金忠
金忠（김충/금충）または南敏（남민）は、中国唐の文官であり、日本に使者として派遣された帰りに台風に遭遇し遭難した後新羅に帰化する。元々の名は金忠であるが、中国の汝南出身であるため、汝南の南という文字を姓として景徳王から与えられた。南敏の息子の南翼は、太子詹事として英陽君に封ぜられた。南敏の子孫は代々官職、特に武臣を輩出した。朝鮮の氏族の英陽南氏、宜寧南氏と固城南氏の始祖である。